# (16515) Usmanʹgrad
(16515) Usmanʹgrad est un astéroïde de la ceinture principale.

## Description
(16515) Usmanʹgrad est un astéroïde de la ceinture principale. Il fut découvert le 15 novembre 1990 à Naoutchnyï par Lioudmila Tchernykh. Il présente une orbite caractérisée par un demi-grand axe de 3,16 UA, une excentricité de 0,17 et une inclinaison de 2,2° par rapport à l'écliptique.

## Compléments